# 格桑卓嘎
格桑卓嘎（藏語：སྐལ་བཟང་སྒྲོལ་དཀར，威利转写：skal bzang sgrol dkar，1962年—），西藏拉萨人，藏族，中华人民共和国基层政治人物、第十二届全国人民代表大会西藏地区代表。
加入中国共产党。担任西藏自治区拉萨市城关区纳金乡塔玛村党支部书记。2008年起担任全国人大代表。2013年，担任全国人大代表。2018年2月24日，当选为第十三届全国人大代表。